# アルゼンチン・アポロ
アルゼンチン・アポロ（Argentina Apollo、本名：Vincente Denigris、1938年4月28日 - 1984年8月2日）は、アルゼンチン・ブエノスアイレス出身のプロレスラー。生年は1941年または1943年など諸説あり。
アメリカでは、ビットリオ・アポロ（Vittorio Apollo）のリングネームでも著名。同郷の先輩アントニオ・ロッカと同様、アクロバチックなファイトを売り物とする素足のベビーフェイスとして活躍した。

## 来歴
地元ブエノスアイレスの体育専門高校で体操競技を専攻し、オリンピックを目指したこともあったが、故郷の英雄アントニオ・ロッカに憧れ1958年にプロレス入り。
ロサンゼルス地区を経て、1960年代はニューヨークのWWWFで活躍。ブルーノ・サンマルチノをはじめエドワード・カーペンティアやボボ・ブラジルなどスター選手のパートナーに起用され、スカル・マーフィー&ブルート・バーナード、ジョニー・バレンド&マグニフィセント・モーリス、ファビュラス・カンガルーズ（アル・コステロ&ロイ・ヘファーナン）などと対戦。1961年と1962年には、アメリカ武者修行時代のジャイアント馬場ともワシントンDCなどで対戦した。
1962年11月14日にはオハイオ州トレドにてバディ・ロジャースのNWA世界ヘビー級王座に挑戦。1964年2月にはドン・マックラリティと組んでクリス・トロス&ジョン・トロスからWWWF・USタッグ王座を奪取。以降、ジェリー・グラハム&エディ・グラハムと抗争を展開した。
NWA圏では1970年4月20日、ホセ・ロザリオと組んでNWAフロリダ・タッグ王座を獲得、ダスティ・ローデス&ディック・マードックのテキサス・アウトローズともタイトルを争った。フロリダでは5月20日にマイアミビーチにてドリー・ファンク・ジュニアのNWA世界ヘビー級王座に挑戦。9月にはマサ斎藤とのシングルマッチも度々行われた。
以降、ミッドアトランティックやジョージアなど南部地区での活動を経て、1975年には北東部で旗揚げされた独立団体IWA（インター・ナショナル・レスリング・アソシエーション）に参戦。ルイス・マルティネスとのコンビでジート&ボロのザ・モンゴルズと抗争し、元WWWF世界ヘビー級王者のイワン・コロフとも対戦した。
日本には1973年1月、ドン・レオ・ジョナサン、ウイルバー・スナイダー、ゴードン・ネルソン、メヒコ・グランデなどと共に全日本プロレスに参戦。翌1974年3月にはテキサス・マッケンジー、トニー・マリノ、ザ・ブルート、ジム・ブランゼル、セーラー・ホワイトらと共に国際プロレスに来日している。
1984年8月2日、死去。

## 得意技
- ドロップキック
- アルゼンチン・バックブリーカー[18]

## 獲得タイトル
チャンピオンシップ・レスリング・フロム・フロリダ
- NWAフロリダ・タッグ王座：1回（w / ホセ・ロザリオ）[10]

ミッドサウス・スポーツ / ジョージア・チャンピオンシップ・レスリング
- NWAジョージア・タッグ王座：1回（w / ディック・スタインボーン）[19]
- NWAメイコン・タッグ王座：1回（w / ボブ・アームストロング）[20]
- NWA南部タッグ王座（ジョージア版）：1回（w / ロベルト・ソト）[21]

オール・サウス・レスリング・アライアンス
- ASWAジョージア・タッグ王座：1回（w / ディック・スタインボーン）[22]

ワールド・ワイド・レスリング・フェデレーション
- WWWF USタッグ王座：1回（w / ドン・マックラリティ）[9]